# Anthony Costly
Allan Anthony Costly Blyden (né le 13 décembre 1954 à Tela au Honduras) est un joueur de football international hondurien qui évoluait au poste de défenseur.
Son fils, Carlo, est également footballeur.

## Biographie

### Carrière en club
Anthony Costly joue principalement en faveur du Real España. Il remporte avec cette équipe trois titres de champion du Honduras.
Il joue également six matchs en première division espagnole avec le club de Málaga lors de la saison 1982-1983.

### Carrière en sélection
Avec les moins de 20 ans, Anthony Costly participe à la Coupe du monde des moins de 20 ans 1977 organisée en Tunisie. Lors du mondial junior, il joue trois matchs : contre le Maroc, l'Uruguay, et la Hongrie.
Anthony Costly joue 41 matchs en équipe du Honduras, inscrivant trois buts, entre 1977 et 1988.
Il dispute neuf matchs rentrant dans le cadre des éliminatoires du mondial 1982, huit matchs comptant pour les éliminatoires du mondial 1986, et enfin deux matchs lors des éliminatoires du mondial 1990. Il inscrit deux buts lors de ces éliminatoires.
Il figure dans le groupe des sélectionnés lors de la Coupe du monde de 1982. Lors du mondial organisé en Espagne, il joue trois matchs : contre le pays organisateur, contre l'Irlande du Nord, et enfin contre la Yougoslavie.

## Palmarès
Real España
- Championnat du Honduras (3) :
  - Champion : 1980, 1988 et 1990.
  - Vice-champion : 1977, 1978 et 1989.

- Copa Interclubes UNCAF (1) :
  - Finaliste : 1979.